# Daphniphyllum woodsonianum
Daphniphyllum woodsonianum là một loài thực vật có hoa trong họ Daphniphyllaceae. Loài này được T.C.Huang miêu tả khoa học đầu tiên năm 1966.